# Jordi Amat i Maas
Jordi Amat i Maas   (Canet de Mar, 21 de març de 1992) és un futbolista professional català que juga com a defensa, actualment al Johor Darul Ta'zim indonesi. El 2022, es va nacionalitzar indonesi gràcies al llinatge de la seva àvia i va esdevenir rajà de l'illa de Siau.
Ha jugat al K.A.S. Eupen, al RCD Espanyol, al Rayo Vallecano i al Reial Betis, entre d'altres. És internacional amb la selecció catalana.

## Trajectòria
Jordi Amat va donar els seus primers passos com a futbolista en l'equip prebenjamí del CF Canet de Mar, a la seva localitat natal, fins que el seu progressar el va portar, amb set anys, a ingressar en el futbol base del RCD Espanyol.
La temporada 2009/10 la va començar amb el filial, l'Espanyol B, a Segona Divisió B. El 24 de gener de 2010, davant la manca d'efectius del primer equip, Mauricio Pochettino va decidir incloure'l en la convocatòria per al partit contra el RCD Mallorca de la jornada 19 de lliga a l'Estadi Cornellà-el Prat. A causa de la lesió de Moisés Hurtado en el minut 82 va debutar amb el primer equip del RCD Espanyol amb només 17 anys complint així el seu somni des que era petit en ser un jugador identificat amb els colors del seu club.
Al tram final de la temporada 2009-2010 Amat va esdevenir un jugador important per a Pochettino, arribant a jugar els darrers 4 partits de titular.
El juny de 2013 l'Espanyol va traspassar Amat al Swansea City gal·lès, entrenat llavors per Michael Laudrup, per un preu de tres milions d'euros. Amat signà un contracte per quatre temporades. Va debutar-hi oficialment l'1 d'agost, jugant els 90 minuts en una victòria a casa per 4–0 contra el Malmö FF al partit d'anada de la tercera ronda de classificació de la Lliga Europa de la UEFA 2013–14.
L'11 de març de 2015, Amat va renovar per un any addicional, que el mantindria al Liberty Stadium fins al 2018. El 7 de juliol de 2017 fou cedit al Reial Betis per la temporada 2017-18.

### Retorn al Rayo
El 9 d'agost de 2018, Amat va tornar al Rayo Vallecano, a La Liga. Va jugar el seu primer partit d'aquesta segona etapa deu dies després, jugant tot el partit en una derrota per 1–4 a casa contra el Sevilla FC.

### Eupen
L'1 d'agost de 2019, després que el Rayo descendís, Amat va fitxar pel K.A.S. Eupen de la primera divisó belga.

### Johor Darul Ta'zim
El 29 de juny de 2022, Amat va fitxar pel Johor Darul Ta'zim FC se la Superlliga de Malàisia. Hi va debutar el 19 d'agost, en una derrota per 5–0 contra els Urawa Red Diamonds als setzens de final de l'AFC Champions League.

## Internacional

### Selecció catalana
El 30 de desembre de 2011 va disputar amb la selecció catalana el Trofeu Catalunya Internacional 2011,  contra la selecció de Tunísia, un partit disputat a l'Estadi Olímpic Lluís Companys, que va acabar en empat a 0.
El 3 de gener de 2013 va disputar amb la selecció catalana el Trofeu Catalunya Internacional 2012,  contra la selecció de Nigèria, un partit disputat a l'Estadi de Cornellà-El Prat, que va acabar en empat a 1.

### Selecció espanyola
Amat va debutar amb la selecció espanyola sub-17 el 2009. També va representar aquesta selecció en tots els altres nivells per edat fins a la sub-21.

### Selecció indonèsia
El novembre de 2022, Amat fou convocat per Indonèsia per un campus d'entrenament preparatori pel Campionat AFF 2022. Selecciónat, va disputar el seu primer partit amb Indonèsia el 23 de desembre, en una victòria per 2–1 sobre Cambodja a la fase de grups.

## Palmarès
| Títol          | Club         | País      | Any  |
| -------------- | ------------ | --------- | ---- |
| Copa Catalunya | RCD Espanyol | Catalunya | 2010 |
| Copa Catalunya | RCD Espanyol | Catalunya | 2011 |